# Orodrassus
Orodrassus là một chi nhện trong họ Gnaphosidae.